# فرانک تور
فرانک تور (انگلیسی: Frank Türr؛ زادهٔ ۱۶ سپتامبر ۱۹۷۰) بازیکن فوتبال اهل آلمان است.
از باشگاه‌هایی که در آن بازی کرده‌است می‌توان به باشگاه فوتبال گروتر فورث، باشگاه فوتبال بوخوم، باشگاه فوتبال نورنبرگ، و باشگاه فوتبال آینتراخت برانشوایگ اشاره کرد.
وی همچنین در تیم ملی فوتبال زیر ۲۳ سال آلمان بازی کرده‌است.